# Prémios Ecsite Mariano Gago
Os Prémios Ecsite Mariano Gago são prémios atribuídos pela associação Ecsite, rede europeia de centros de ciência e museus, a quem demonstrou inovação, criatividade e impacto, na área do envolvimento e comunicação em ciência.
Em 2015 foi atribuído aos prémios o nome do ministro da Ciência português, Mariano Gago, como forma de homenagem.
O prémio tem o montante de 7.500 euros.

## Vencedores

### Prémio Ecsite de Criatividade 2015
- Norsk Teknisk Museum (Oslo) pelo TING, “uma experiência de exposição participativa e imersiva de exploração das relações complexas entre tecnologia e democracia.”

### Prémio Ecsite de Parceria Estratégica 2016
- Museu da Técnica, Estocolmo, Suécia pela parceria realizada com o artista Håkan Lidbo na exposição interactiva “Faz Música com o teu corpo inteiro”.
- Projeto mais elogiado: Centro Internacional para a Vida, Newcastle (Reino Unido) pela sua parceria com a Universidade Northumbria.

### Prémios 2017
- Prémio "Inteligente e Simples": TRACES – Espace des Sciences Pierre-Gilles De Gennes, Paris (França) pela exposição de ciência Frugal, um projeto inteligente e eficiente em termos de custos que propõe uma nova abordagem à construção de exposições e de bricolage.
- Prémio "Sucesso Sustentável": Dialogue Social Enterprise, Hamburgo (Alemanha) pelo seu conceito de exposição Diálogo na Obscuridade, uma história de sucesso duradouro com um impacto notável e um modelo económico original e robusto, que representa fidedignamente os valores de inclusão e diversidade.
- Menção honrosa: NOESIS - Centro de Ciência & Museu de Tecnologia de Tessalónica (Grécia) pela sua liderança corajosa em receber crianças de campos de refugiados de Tessalónica e as suas famílias e oferecer-lhes um programa científico, educacional, cultural e social.

### Prémios 2018
- Prémio "Inteligente e Simples": Exploratório - Centro Ciência Viva de Coimbra pelo "Astronomia para Bebés", um filme fulldome para bebés e as suas famílias.
- Prémio "Sucesso Sustentável": Planetário Tycho Brahe (Copenhaga, Dinamarca) pelo "Feito no Espaço", uma exposição inclusiva e envolvente sobre astrofísica.

### Prémios 2019
- Prémio "Farol do Ano": Barbara Streicher (Gestora executiva no Science Center Netzwerk, Viena, Áustria);
- Prémio "Sucesso Sustentável": SciCo (Atenas, Grécia);
- Menção especial: Universcience (Paris, França).

### Prémios 2020
- Prémio "Farol do Ano": Maya Halevy (Diretora do The Bloomfield Science Museum Jerusalem);
- Prémio "Sucesso Sustentável": Copernicus Science Centre (Varsóvia, Polónia) e IMAGINARY (Berlim, Alemanha).

### Prémios 2021
- Prémio "Farol do Ano": Anna Omedes, ex-Diretora do Museu de Ciências Naturais em Barcelona;
- Prémio "Responsável e Responsivo": The International Centre for Life em Newcastle Upon Tyne, Reino Unido.